# Primavera De Filippi

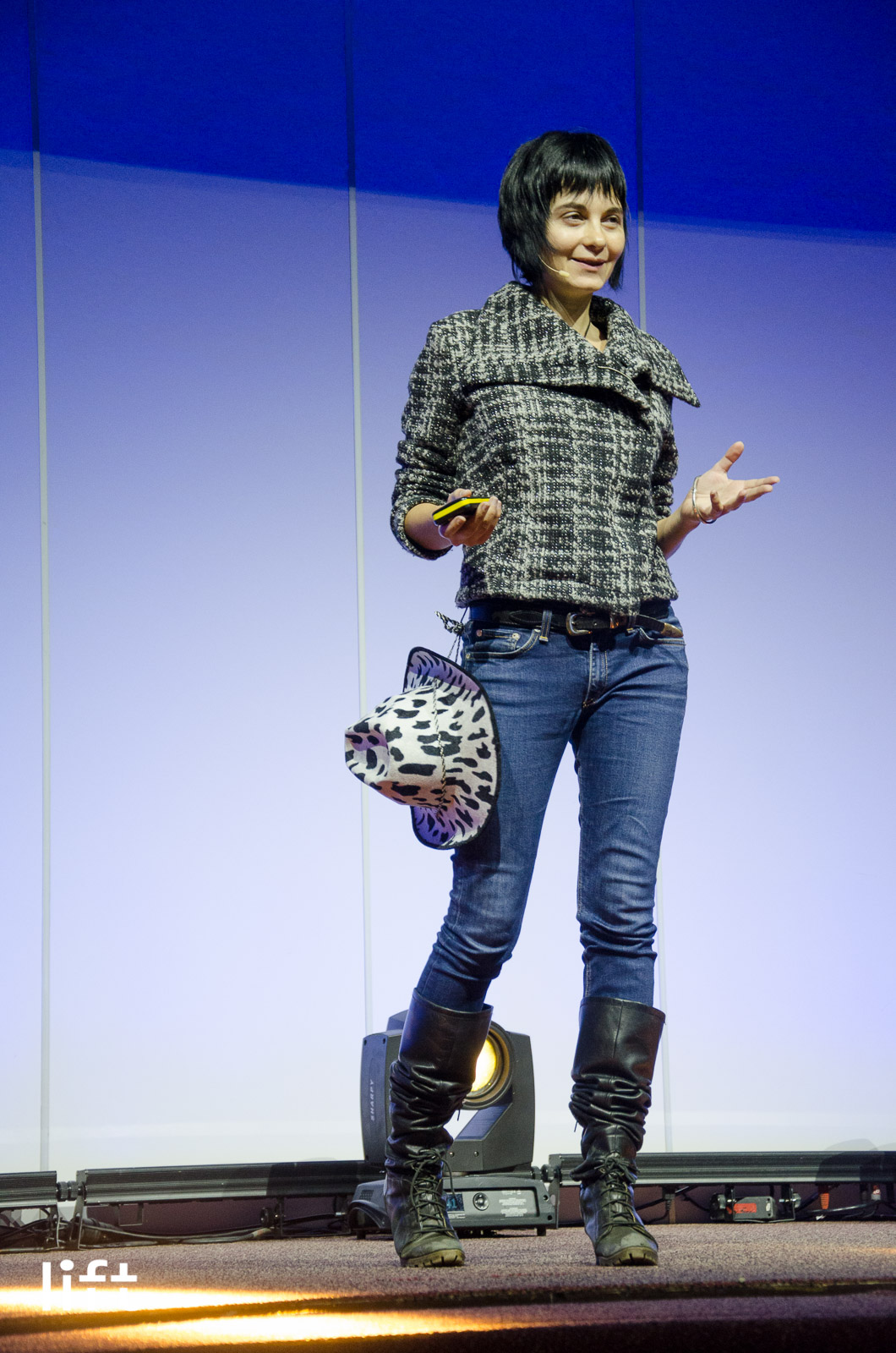
Primavera De Filippi auf der LIFTKonferenz 2016

Primavera De Filippi ist eine Autorin, Künstlerin, Juristin und Forscherin, spezialisiert auf die Blockchain.

## Leben
De Filippi ist wissenschaftliche Mitarbeiterin am Centre national de la recherche scientifique (CNRS) in Paris, Mitarbeiterin am Berkman Klein Center for Internet & Society an der Harvard University und Visiting Fellow am Robert Schuman Centre for Advanced Studies am European University Institute. Sie ist Mitglied des Global Future Council on Blockchain Technologies beim Weltwirtschaftsforum und Mitbegründerin der Internet Governance Forum’s dynamic coalitions on Blockchain Technology (COALA).
Sie wurde von Fortune zu 40 under 40 gewählt.

## Werke
- Primavera De Filippi, Aaron Wright: Blockchain and the Law: The Rule of Code. Harvard University Press, Cambridge, MA 2018, ISBN 978-0-674-97642-9.
- Cloud Computing: Legal Issues in Centralized Architectures, mit Smári McCarthy, in Net Neutrality and other challenges for the future of the Internet